# Pararondania multipunctata
Pararondania multipunctata är en tvåvingeart som beskrevs av Villeneuve 1916. Pararondania multipunctata ingår i släktet Pararondania och familjen parasitflugor. Inga underarter finns listade i Catalogue of Life.